# Bandaflugsnappare
Bandaflugsnappare (Ficedula buruensis) är en fågel i familjen flugsnappare inom ordningen tättingar.

## Utseende och läte
Bandaflugsnapparen är en liten tvåfärgad flugsnappare, med enhetligt svartaktig ovansida och aprikosfärgad undersida. På Buru är det röda begränsat till strupe och bröst, medan buken är vit. På Kai Besar och Seram är undersidan helt rödfärgad. Den skiljs från liknande vitbrynad flugsnappare genom avsaknad av ansiktsteckningar. Den ljusa sången, återgiven i engelsk litteratur som "tsi-tsi-tsew-tsew-twew", stiger först och faller sedan. Även metalliska och hårda "tschik" kan höras, liksom sorgsamt visslande "tsew-tsew-tsew".

## Utbredning och systematik
Bandaflugsnapparen förekommer i södra Moluckerna i östra Indonesien. Den delas in i tre underarter med följande utbredning:
- Ficedula buruensis buruensis – förekommer på Buru
- Ficedula buruensis ceramensis – förekommer på Seram
- Ficedula buruensis siebersi – förekommer på Kai Besar i Kaiöarna

## Levnadssätt
Bandaflugsnapparen hittas inne i skogar i låglänta områden och förberg. Där ses den enstaka eller i par i undervegetationen, ofta som en del av kringvandrande artblandade flockar.

## Status
Trots det begränsade utbredningsområdet och att den tros minska i antal anses beståndet vara livskraftigt av internationella naturvårdsunionen IUCN. 

## Namn
Fågelns svenska artnamn syftar på Bandasjön kring vilken den förekommer.